# سیارک ۸۲۴۱
سیارک ۸۲۴۱ (به انگلیسی: 8241 Agrius، نامگذاری:1973SE1) هشت هزار و دویست و چهل و یکمین سیارک کشف شده‌است که در ۱۹ سپتامبر ۱۹۷۳ کشف شد.
قدر مطلق سیارک برابر ۱۱٫۳۰ است.